# Phenacodus
Phenacodus é um gênero extinto de mamíferos desde o fim do Paleoceno até o Eoceno médio, aproximadamente 55 milhões de anos atrás. É um dos primeiros e mais primitivos dos ungulados, tipificando a família Phenacodontidae e a ordem Perissodactyla.

## Descrição
O Phenacodus primaevus típico era um ungulado relativamente pequeno com cerca de 1,5 m de comprimento